# Михайловка (Любашёвский район)
Михайловка (укр. Михайлівка) — село, относится к Любашёвскому району Одесской области Украины.
Население по переписи 2001 года составляло 273 человека. Почтовый индекс — 66560. Телефонный код — 4864. Занимает площадь 0,892 км². Код КОАТУУ — 5123382905.

## Местный совет
66563, Одесская обл., Любашёвский р-н, с. Малая Василевка